# Bollo turco
El bollo turco es un dulce típico de Jerez de los Caballeros (Badajoz), en el sur de la región de Extremadura, en España. Está hecho a base de almendras, huevo, azúcar y ralladura de limón, sobre una base de «pan de angelito» (una oblea). El bollo turco es especialmente típico durante las fiestas navideñas.

## Origen
Es una receta antigua de la Sierra Suroeste, y la tradición remonta sus orígenes a la época andalusí. Más tarde serían los templarios, tras la reconquista cristiana, quienes introducen el bollo en Jerez de los Caballeros. La receta se mantuvo viva en los conventos de monjas, como el Convento de la Gracia, fundado en 1491. Según el cronista Feliciano Correa Gamero, el bollo turco es de origen árabe y se remonta, por lo menos, al siglo XVII. Aparece registrado como producto que se vende en una tienda en 1715.
Históricamente los bollos turcos eran preparados por las familias de forma casera, aunque es cada vez más común encontrarlo en las pastelerías locales. Cabe decir que solo se podían consumir en las casas pudientes, porque la almendra y el azúcar eran productos caros.
Recientemente, este desconocido postre se haría reconocido a nivel nacional por incluirse en el programa de cocina Masterchef, del canal público TVE. En el programa, emitido durante el verano de 2017, la chef jurado Samantha Vallejo-Nágera se refirió al bollo turco como «el dulce más antiguo de la gastronomía extremeña».
Asimismo, el bollo de Jerez fue uno de los integrantes de la colección «Dulces Navideños por Región» que ilustraron los cupones de la ONCE de las navidades de 2017, junto con el guirlache de Aragón o el turrón de sidra de Asturias, entre otros.
El bollo turco de Jerez es uno de los productos españoles incluidos en el Arca del Gusto de la Fundación Slow Food.

## Elaboración
Se pelan y muelen las almendras. Se mezcla junto con el azúcar, la ralladura de limón y los huevos enteros. Cuando queda una masa homogénea, se forman varias porciones de 'rosquillas', que se unen colocándolas sobre una oblea (conocida en Jerez como «pan de angelito»). Una vez preparado el bollo, se hienden en él varias almendras enteras para decorar. Finalmente, se mete en el horno, donde se expande y queda tostado y crujiente.
En la actualidad, la única pastelería del municipio que sigue produciendo el bollo turco es a Pastelería Obrador Canela, que ofrece el bollo completo o las «pastas de almendra» que es cada una de las partes individuales o 'rosquillas' del bollo turco, por separado.